# تايلاند في الحرب العالمية الثانية

اتخذت تايلاند في الحرب العالمية الثانية موقفًا حياديًا رسميًا حتى غزتها اليابان في ديسمبر 1941 ما أدى إلى الهدنة، وإلى معاهدة التحالف العسكري بين تايلاند والإمبراطورية اليابانية لاحقًا. ضغطت الإمبراطورية اليابانية على الحكومة التايلاندية في بداية حرب المحيط الهادئ للسماح بمرور القوات اليابانية لغزو مالايا وبورما اللتان تسيطر عليهما بريطانيا. اعتبرت الحكومة التايلندية بقيادة بلايك فيبونسونغكرام (المعروف باسم فيبون) التعاون مع الجهود الحربية اليابانية أمرًا مفيدًا، لأن تايلاند رأت اليابان -التي وعدت بمساعدة تايلاند على استعادة بعض الأراضي الهندية الصينية (لاوس وكمبوديا وميانمار اليوم) التي خسرتها أمام فرنسا- حليفًا ضد الإمبريالية الغربية. أعلنت تايلاند المتحالفة مع دول المحور الحرب على الولايات المتحدة وبريطانيا والأراضي التي ضمتها إليها في البلدان المجاورة، وتوسعت إلى الشمال والجنوب والشرق، وكسبت حدودًا مع الصين بالقرب من كنغتونغ.
بعد أن أصبحت تايلاند حليفة الإمبراطورية اليابانة، احتفظت بالسيطرة على قواتها المسلحة وشؤونها الداخلية. اختلفت السياسة اليابانية مع تايلاند عن علاقتها بدولة مانشوكو الدمية (العميلة).اعتزمت اليابان إقامة علاقات ثنائية مماثلة للعلاقات بين ألمانيا النازية وفنلندا وبلغاريا ورومانيا. ومع ذلك، وصفت اليابان والحلفاء تايلاند في ذلك الوقت بأنها «إيطاليا آسيا».
في هذه الأثناء، انقسمت الحكومة التايلاندية إلى فصيلين: نظام فيبون وحركة تايلاند الحرة، وهي حركة مقاومة جيدة التنظيم ومؤيدة للحلفاء، بلغ عدد أعضاءها في النهاية نحو تسعين ألف مقاتل تايلاندي، مدعومين من مسؤولين حكوميين متحالفين مع الوصي بريدي بانوميونغ. بدأت الحركة نشاطتها منذ عام 1942، مقاومةً نظام فيبون واليابانيين. قدم المحاربون خدمات تجسس للحلفاء، وأدوا بعض الأنشطة التخريبية، وساعدوا في سقوط فيبون في عام 1944. وبعد الحرب، تلقت تايلاند عقابًا بسيطًا على دورها في زمن الحرب في عهد فيبون.
تكبدت تايلاند نحو 5,569 قتيلاً عسكرياً خلال الحرب، توفوا كلهم تقريبًا بسبب المرض. تضمنت الوفيات في المعارك 150 قتيلًا في ولايات شان، و180 في 8 ديسمبر 1941 (يوم الغزو الياباني القصير والهجوم البريطاني الفاشل على الحافة)، و100 خلال الحرب الفرنسية التايلاندية القصيرة.

## خلفية

### الدكتاتورية العسكرية
بعد الثورة السيامية عام 1932، عملت القوات المسلحة التايلاندية بقيادة وزيرالدفاع اللواء بلايك فيبونسونغكرام، والليبراليون المدنيون بقيادة وزير الخارجية بريدي بانوميونغ، معًا بانسجام لعدة سنوات، ولكن عندما أصبح فيبون رئيسا للوزراء في ديسمبر 1938 انهارت هذه العملية المشتركة، وأصبحت الهيمنة العسكرية أكثر علنية. سَرَعان ما طور نظامه بعض السمات الفاشية. في أوائل عام 1939، أُلقي القبض على أربعين معارض سياسي، من الملكيين والديمقراطيين، وأُعدِم ثمانية عشر معارضًا بعد محاكمات غير عادلة، كانت هذه أول عمليات الإعدام السياسية في سيام منذ أكثر من قرن. نُفي كثيرون آخرون، منهم الأمير دمرونغ وفرايا سونغسوراج. وأطلق فيبون حملة غوغائية ضد رجال الأعمال الصينيين. أُغلقت المدارس والصحف الصينية، وزادت الضرائب على الشركات الصينية.
احتذى فيبون ولوان ويتشواتهاكان، المتحدث الرسمي الإيديولوجي للحكومة، بأساليب الدعاية التي استخدمها هتلر وموسوليني لبناء عبادة القائد. وإدراكاً لقوة وسائل الإعلام، فقد استغلا احتكار الحكومة للبث الإذاعي لتشكيل دعم شعبي للنظام. كانت الشعارات الحكومية الشعبية تذاع على الراديو باستمرار وتنشر في الصحف واللوحات الإعلانية. وكان يمكن رؤية صورة فيبون في كل مكان في المجتمع، بينما حظرت صور الملك السابق براجاد هيبوك، المنتقد الصريح للنظام الاستبدادي. في الوقت نفسه، أصدر «فيبون» عدداً من القوانين الاستبدادية التي أعطت الحكومة سلطة الاعتقال غير المحدود تقريباً والرقابة الكاملة على الصحافة. أُمرت الصحف خلال الحرب العالمية الثانية بطباعة الأنباء الجيدة الصادرة عن مصادر المحور فقط، وحُظرت التعليقات الساخرة حول الوضع الداخلي.
غيّر فيبون في 23 يونيو 1939 اسم الدولة من سيام إلى تاي أو تايلاند الذي قيل أنه يعني «أرض الأحرار». كان هذا موجهًا ضد التنوع العرقي في البلاد (الملايو، الصينيين، اللاوية، شان، إلخ) ومستندًا إلى فكرة «العرق التايلاندي»، وهي قومية عموم تايلاند التي تمثلت سياستها في دمج شعب شان ولاو وشعوب تاي الأخرى، مثل شعوب فيتنام وبورما وجنوب الصين إلى «مملكة تايلاند العظمى».
كان التحديث أيضًا موضوعًا مهمًا في قومية فيبون التايلاندية الجديدة. أصدر من 1939 إلى 1942 مجموعة من اثني عشر مرسوم ثقافي. بالإضافة إلى إلزام جميع التايلانديين بتحية العلم، وغناء النشيد الوطني، والتحدث باللغة الوطنية، شجعت المراسيم التايلانديين أيضًا على العمل بجد، والبقاء على اطلاع بالأحداث الجارية، واللباس على النمط الغربي. وتسببت في إلغاء العروض الموسيقية التايلندية التقليدية والرقص والمسرح والثقافة وتغييرها إلى النمط الغربي.
وفي هذا الوقت، وُجهت جميع دور السينما لعرض صورة فيبون في نهاية كل عرض كما لو كانت صورة الملك، وتوجب على الجمهور النهوض والانحناء له. كما دعا فيبرن نفسه تان فو نام («الزعيم»)، في محاولة لبناء عبادة شخصيته.

## الغزو التايلاندي للاوس وكمبوديا والهند الصينية الفرنسية (1940-1941)
في بداية الحرب العالمية الثانية، شارك بلايك فيبونسونغكرام العديد من مواطنيه إعجابهم بالفاشية ووتيرة التنمية الوطنية السريعة التي بدا أنها توفرها. وبالتالي، نَمّى فيبون وكثّف النزعة العسكرية والقومية وكان في نفس الوقت يبني عبادة شخصيته باستخدام تقنيات الدعاية الحديثة.
أحيا النظام أيضًا مطالب توسعية، وأثار مشاعر معادية للفرنسيين وداعمة لاستعادة الأراضي التايلاندية السابقة في كمبوديا ولاوس. نمّى فيبون علاقات وثيقة مع اليابان طلبًا لدعمه ضد فرنسا. وبمواجهة المعارضة الأمريكية والتردد البريطاني، تطلعت تايلاند إلى اليابان لمساعدتها في مواجهة الهند الصينية الفرنسية. رغم أن التايلانديين كانوا متحدين في مطالبتهم بعودة المحافظات المفقودة، إلا أن حماس فيبون لليابانيين كان أكبر بكثير من حماس بريدي بانوميونغ، وكان لدى العديد من المحافظين القدامى شكوك وارتياب تجاه مسار السياسة الخارجية لرئيس الوزراء.

### الحرب الفرنسية التايلاندية (1940-1941)
اندلعت الحرب الفرنسية التايلاندية في أكتوبر 1940. كانت الحرب معركة متقطعة بين القوات التايلاندية والفرنسية على طول الحدود الشرقية لتايلاند وانتهت بغزو لاوس وكمبوديا في يناير 1941. نجحت القوات المسلحة الملكية التايلاندية في احتلال المناطق المتنازع عليها في الهند الصينية الفرنسية، وسجل الفرنسيون فوزًا بارزًا وحيدًا في البحر في معركة كوه تشانغ.
استخدمت اليابان نفوذها مع فرنسا الفيشية للحصول على تنازلات لتايلاند. نتيجة لذلك، وافقت فرنسا في مارس 1941 على التنازل عن 54000 كيلومتر مربع من أراضي لاوس غربي نهر ميكونغ ومعظم مقاطعة باتامبانغ الكمبودية إلى تايلاند، والتي أُعيد تسميتها مقاطعة فرا تابونج وهو اسمها الأصلي. إن استعادة هذه الأرض المفقودة وانتصار النظام الواضح على القوى الاستعمارية الأوروبية عزز سمعة فيبون كثيرًا.
لأن اليابان أرادت الحفاظ على علاقتها بالعمل مع الفيشية وعلى الوضع الراهن، كانت هي المستفيد الحقيقي من الصراع. كانت قادرة على توسيع نفوذها في تايلاند والهند الصينية. وكان هدف اليابان استخدام تايلاند والهند الصينية كقاعدة عسكرية لغزو بورما ومالايا في المستقبل.
اضطر التايلانديون إلى قبول ربع الأراضي التي خسروها أمام الفرنسيين، بالإضافة إلى دفع ستة ملايين قرش كامتياز للفرنسيين. أكدت العلاقات بين اليابان وتايلاند فيما بعد على أن تحول فيبون المحبط إلى التودد للبريطانيين والأميركيين على أمل درء ما اعتبره غزوًا يابانيًا وشيكًا.

## اعتماد الحياد
بعد الحرب الفرنسية التايلاندية، تصالح فيبون مع بريدي، واعتمدت الحكومة التايلاندية سياسة الحياد. تولّى بريدي بنفسه رعاية إنتاج فيلم الدراما التاريخية التايلاندية، ملك الفيل الأبيض. حمل الفيلم رسالة دعائية للمصالح المناهضة للحرب في تايلاند: يجب أن تظل تايلاند محايدة، وأن تخوض الحرب فقط للدفاع عن سيادتها ضد الغزاة الأجانب.